# Gare d'Alle
La gare d'Alle est une gare ferroviaire suisse de la ligne de Porrentruy à Bonfol. Elle est située dans la localité de Alle sur le territoire de la commune du même nom, dans le Canton du Jura.

## Situation ferroviaire
Établie à 450 mètres d'altitude, la gare de Alle est située au point kilométrique (PK) 4,15 de la ligne de Porrentruy à Bonfol, entre les gares de Porrentruy et de Vendlincourt.

## Histoire
La gare de Bonfol est mise en service le 14 juillet 1901, lors de l'inauguration de la ligne de Porrentruy à Bonfol.
La ligne et la gare sont électrifiées en 1952.

## Service des voyageurs

### Intermodalité
La gare est située sur le parcours de la ligne de bus no 77 Porrentruy – Alle – Charmoille. Le weekend, les bus ont Alle pour terminus et sont en correspondance avec les trains.